# Puchar Niemiec w piłce nożnej (2023/2024)
Puchar Niemiec w piłce nożnej mężczyzn 2023/2024 – 81. edycja rozgrywek mających na celu wyłonienie zdobywcy Pucharu Niemiec, który uzyska tym samym prawo gry w fazie ligowej Ligi Europy UEFA sezonu 2024/2025. Obrońcą tytułu był RB Lipsk, który odpadł w II rundzie rozgrywek. W finale rozegranym na Stadionie Olimpijskim w Berlinie, Bayer 04 Leverkusen pokonał 1. FC Kaiserslautern zdobywając 2. puchar w swojej historii.

## Uczestnicy
| uczestnicy Bundesligi w sezonie 2022/2023 wszystkie zespoły | uczestnicy 2. Bundesligi w sezonie 2022/2023 wszystkie zespoły | 4 najlepsze drużyny 3. Ligi w sezonie 2022/2023 uprawnione do gry w pucharze oraz zdobywcy pucharów regionalnych 28 zespołów |
| --- | --- | --- |
| - Bayern Monachium - Borussia Dortmund - Bayer 04 Leverkusen - RB Lipsk - 1. FC Union Berlin - SC Freiburg - 1. FC Köln - 1. FSV Mainz 05 - TSG 1899 Hoffenheim - Borussia Mönchengladbach - Eintracht Frankfurt - VfL Wolfsburg - VfL Bochum - FC Augsburg - VfB Stuttgart - Hertha BSC - FC Schalke 04 - Werder Brema | - Arminia Bielefeld - SpVgg Greuther Fürth - HSV - SV Darmstadt 98 - FC St. Pauli - 1. FC Heidenheim - SC Paderborn 07 - 1. FC Nürnberg - Holstein Kiel - Fortuna Düsseldorf - Hannover 96 - Karlsruher SC - Hansa Rostock - SV Sandhausen - SSV Jahn Regensburg - 1. FC Magdeburg - Eintracht Brunszwik - 1. FC Kaiserslautern | - SV 07 Elversberg - VfL Osnabrück - SV Wehen Wiesbaden - 1. FC Saarbrücken - FC-Astoria Walldorf - FV Illertissen - SpVgg Unterhaching - TuS Makkabi Berlin - Energie Cottbus - FC Oberneuland - Teutonia 05 Ottensen - FSV Frankfurt - Rot-Weiss Essen - Atlas Delmenhorst - TuS Bersenbrück - Rostocker FC 1895 - FC Viktoria Köln - FC Rot-Weiß Koblenz - FC 08 Homburg - Lokomotive Lipsk - Hallescher FC - VfB Lübeck - SV Oberachern - TSV Schott Mainz - FC Carl Zeiss Jena - FC Gütersloh - Preußen Münster - TSG Balingen |

## Plan rozgrywek
- 1. runda – 11-14 i 26-27 sierpnia 2023
- 2. runda – 31 października - 1 listopada 2023
- 3. runda – 5-6 grudnia 2023
- ćwierćfinał – 30-31 stycznia i 6-7 lutego 2024
- półfinał – 2-3 kwietnia 2024
- finał – 25 maja 2024

## Rozgrywki

### I runda
Mecze I rundy zostały rozegrane w dniach 11-14 i 26-27 sierpnia 2023 roku. Od tej fazy turniej rozpoczynają wszyscy uczestnicy.
| 11 sierpnia 2023 | SV Sandhausen                                        | 3:3 k. 4:2    | Hannover 96                                   |                                                    |
| 18:00            | 45+3' Hennings · 77' (sam.) Arrey-Mbi · 86' Knipping | (1:2, k. 4:2) | 27' Schaub · 42' Halstenberg · 82' Teuchert   | Hardtwaldstadion, Sandhausen Sędzia: Deniz Aytekin |
| 18:00            | · Diekmeier · Mühling · Maciejewski · El-Zein        | Rzuty karne   | · Besuschkow · Tresoldi · Halstenberg · Ernst | Hardtwaldstadion, Sandhausen Sędzia: Deniz Aytekin |

| 11 sierpnia 2023 | 1. FC Saarbrücken          | 2:1   | Karlsruher SC |                                                      |
| 18:00            | 47' Civeja · 90+1' Brünker | (1:0) | 65' Stindl    | Ludwigsparkstadion, Saarbrücken Sędzia: Arne Aarnink |

| 11 sierpnia 2023 | TuS Bersenbrück | 0:7   | Borussia Mönchengladbach                                                  |                                                                  |
| 18:00            |                 | (0:4) | 22', 56' Honorat · 27' Ngoumou · 32', 35' Čvančara · 77' Hack · 89' Ranos | Bremer Brücke, Osnabrück Widzów: 16 098 Sędzia: Alexander Sather |

| 11 sierpnia 2023 | Eintracht Brunszwik        | 1:3   | FC Schalke 04                                             |                                                      |
| 20:45            | 12' Ujah · 90+2' Griesbeck | (1:2) | 19' Karaman · 42' Seguin · 90+4' Latza · 90+6' Tempelmann | Eintracht-Stadion, Brunszwik Sędzia: Patrick Ittrich |

| 12 sierpnia 2023 | TSG Balingen | 0:4   | VfB Stuttgart                                     |                                                                            |
| 13:00            |              | (0:3) | 29' Millot · 34' Mvumpa · 43' Guirassy · 55' Endō | Stadion an der Kreuzeiche, Reutlingen Widzów: 13 400 Sędzia: Robert Kampka |

| 12 sierpnia 2023 | FC Carl Zeiss Jena | 0:5   | Hertha BSC                                                  |                                                                |
| 13:00            |                    | (0:1) | 6' Dárdai · 47' Tabaković · 49', 52' Richter · 59' Uremović | Ernst-Abbe-Sportfeld, Jena Widzów: 13 000 Sędzia: Florian Heft |

| 12 sierpnia 2023 | Atlas Delmenhorst | 0:5   | FC St. Pauli                                                           |                                                              |
| 15:30            | 70' Sari          | (0:1) | 24' Smith · 59' (sam.) Schobert · 68' Saad · 70' Hartel · 88' Afolayan | Hauptplatz (Platz A), Delmenhorst Sędzia: Patrick Schwengers |

| 12 sierpnia 2023 | FC Oberneuland | 1:9   | 1. FC Nürnberg                                                                               |                                             |
| 15:30            | 89' Lambers    | (0:6) | 10', 14', 67' Uzun · 15' Hayashi · 19' Gürleyen · 25', 29' Duman · 71' Goller · 90' Daferner | Marko Mock Arena, Brema Sędzia: Lukas Benen |

| 12 sierpnia 2023 | TSV Schott Mainz | 1:6   | Borussia Dortmund                                                     |                                             |
| 15:30            | 34' Gans         | (1:3) | 22', 35' Haller · 24' Brandt · 57' Sabitzer · 79' Malen · 85' Moukoko | Ople Arena, Moguncja Sędzia: Benjamin Brand |

| 12 sierpnia 2023 | FC Viktoria Köln                   | 3:2   | Werder Brema                            |                                                       |
| 15:30            | 72', 79' Philipp · 90+4' Bogićević | (0:1) | 43' Ducksch · 77' Füllkrug · 11' Pieper | Sportpark Höhenberg, Kolonia Sędzia: Frank Willenborg |

| 12 sierpnia 2023 | Teutonia 05 Ottensen | 0:8   | Bayer 04 Leverkusen                                                                                |                                               |
| 15:30            |                      | (0:3) | 16' Tapsoba · 42' Boniface · 45+1' Wirtz · 59' Adli · 67' Frimpong · 74', 89' Hložek · 81' Hofmann | Millerntor-Stadion, Hamburg Sędzia: Tom Bauer |

| 12 sierpnia 2023 | FC Gütersloh | 0:2   | Holstein Kiel          |                                                    |
| 15:30            |              | (0:0) | 72', 90+3' Friðjónsson | Heidewaldstadion, Gütersloh Sędzia: Patrick Kessel |

| 12 sierpnia 2023 | Hallescher FC | 0:1   | SpVgg Greuther Fürth |                                                              |
| 18:00            | 45+2' Berko   | (0:1) | 18' Sieb             | Erdgas Sportpark, Halle Widzów: 13 000 Sędzia: Florian Exner |

| 12 sierpnia 2023 | SV 07 Elversberg | 0:1   | 1. FSV Mainz 05 |                                                                                               |
| 18:00            | 83' Feil         | (0:0) | 73' Ajorque     | Ursapharm-Arena an der Kaiserlinde, Spiesen-Elversberg Widzów: 10 000 Sędzia: Martin Petersen |

| 12 sierpnia 2023 | Arminia Bielefeld                      | 2:2 k. 4:1    | VfL Bochum                   |                                                              |
| 18:00            | 25' Shipnoski · 29' Biankadi           | (2:1, k. 4:1) | 45+2' Asano · 90+1' Zoller   | SchücoArena, Bielefeld Widzów: 21 452 Sędzia: Sven Jablonski |
| 18:00            | · Klos · Gohlke · Wintzheimer · Mizuta | Rzuty karne   | · Hofmann · Stöger · Mašović | SchücoArena, Bielefeld Widzów: 21 452 Sędzia: Sven Jablonski |

| 13 sierpnia 2023 | Rostocker FC 1895 | 0:8   | 1. FC Heidenheim                                                                              |                                               |
| 13:00            |                   | (0:5) | 9' Beck · 12', 15' Kleindienst · 18' Maloney · 38', 72' Pieringer · 53' Dinkci · 87' Schimmer | Ostseestadion, Rostock Sędzia: Nicolas Winter |

| 13 sierpnia 2023 | Rot-Weiss Essen                        | 3:4 (pd.) | Hertha BSC                                |                                                        |
| 13:00            | 42' Müsel · 56' Doumbouya · 83' Brumme | (1:1)     | 37', 54' Jatta · 66' Glatzel · 117' Bénes | Stadion an der Hafenstraße, Essen Sędzia: Felix Zwayer |

| 13 sierpnia 2023 | FV Illertissen | 1:3   | Fortuna Düsseldorf                               |                                               |
| 15:30            | 41' Frisorger  | (1:2) | 3' (sam.) Frisorger · 25' Vermeij · 90+1' Dzolis | Vöhlinstadion, Illertissen Sędzia: Lars Erbst |

| 13 sierpnia 2023 | TuS Makkabi Berlin | 0:6   | VfL Wolfsburg                                                  |                                             |
| 15:30            |                    | (0:2) | 8' Nmecha · 9' Wind · 54', 89' Tomás · 57' Gerhardt · 79' Baku | Mommsenstadion, Berlin Sędzia: Riem Hussein |

| 13 sierpnia 2023 | FC Rot-Weiß Koblenz | 0:5   | 1. FC Kaiserslautern                                   |                                                       |
| 15:30            |                     | (0:3) | 19', 90' Boyd · 35' Niehues · 43' Tomiak · 66' Redondo | Stadion Oberwerth, Koblencja Sędzia: Sascha Stegemann |

| 13 sierpnia 2023 | SpVgg Unterhaching         | 2:0   | FC Augsburg |                                            |
| 15:30            | 29' Fetsch · 90+4' Mashigo | (1:0) |             | Sportpark Unterhaching Sędzia: Timo Gerach |

| 13 sierpnia 2023 | Lokomotive Lipsk | 0:7   | Eintracht Frankfurt                                                            |                                                    |
| 15:30            |                  | (0:1) | 37' Kolo Muani · 58' Götze · 66' Marmoush · 71', 89' Ebimbe · 74', 85' Ngankam | Bruno-Plache-Stadion, Lipsk Sędzia: Michael Bacher |

| 13 sierpnia 2023 | SV Oberachern | 0:2   | SC Freiburg             |                                                             |
| 15:30            |               | (0:0) | 60' Günter · 78' Sallai | Dreisamstadion, Fryburg Bryzgowijski Sędzia: Richard Hempel |

| 13 sierpnia 2023 | Energie Cottbus | 0:7   | SC Paderborn 07                                                                          |                                                             |
| 18:00            |                 | (0:3) | 4' (sam.) Pelivan · 11' Musliu · 20', 51' Bilbija · 64' Muslija · 83' Klaas · 85' Hansen | Stadion der Freundschaft, Chociebuż Sędzia: Robert Schröder |

| 13 sierpnia 2023 | FC-Astoria Walldorf | 0:4   | 1. FC Union Berlin                                |                                                              |
| 18:00            |                     | (0:3) | 29' Knoche · 38' Becker · 41' Leite · 80' Haberer | Dietmar-Hopp-Sportpark, Sinsheim Sędzia: Wolfgang Haslberger |

| 13 sierpnia 2023 | FSV Frankfurt                   | 1:1 k. 0:3    | Hansa Rostock                 |                                                                            |
| 18:00            | 29' McLemore                    | (1:0, k. 0:3) | 83' Güler                     | PSD Bank Arena, Frankfurt nad Menem Widzów: 7374 Sędzia: Christian Dingert |
| 18:00            | · Azaouagh · Falaye · Emmerling | Rzuty karne   | · Bachmann · Rossipal · Güler | PSD Bank Arena, Frankfurt nad Menem Widzów: 7374 Sędzia: Christian Dingert |

| 14 sierpnia 2023 | FC 08 Homburg                         | 3:0   | SV Darmstadt 98 |                                                            |
| 18:00            | 10' Mendler · 49' Heilig · 81' Harres | (1:0) |                 | Waldstadion Homburg Widzów: 12 000 Sędzia: Daniel Schlager |

| 14 sierpnia 2023 | SSV Jahn Regensburg | 1:2   | 1. FC Magdeburg           |                                                         |
| 18:00            | 63' Kother          | (0:1) | 16' Schuler · 59' Hugonet | Jahnstadion Regensburg Widzów: 6500 Sędzia: Patrick Alt |

| 14 sierpnia 2023 | VfB Lübeck | 1:4   | TSG 1899 Hoffenheim                            |                                                                        |
| 18:00            | ?' ?       | (1:1) | 42' Kramarić · ?' ? · 69' Bülter · 75' Justvan | Stadion an der Lohmühle, Lubeka Widzów: 13 000 Sędzia: Florian Lechner |

| 14 sierpnia 2023 | VfL Osnabrück | 1:3 (pd.) | 1. FC Köln                             |                                                     |
| 20:45            | 73' Makridis  | (0:1)     | 43' Schmitz · 93' Adamyan · 96' Chabot | Bremer Brücke, Osnabrück Sędzia: Florian Badstübner |

| 26 sierpnia 2023 | Preußen Münster | 0:4   | Bayern Monachium                                        |                                                                    |
| 20:45            |                 | (0:3) | 9' Choupo-Moting · 40' Laimer · 45+5' Krätzig · 86' Tel | Preußenstadion, Münster Widzów: 12 794 Sędzia: Matthias Jöllenbeck |

| 27 sierpnia 2023 | SV Wehen Wiesbaden | 2:3   | RB Lipsk                     |                                                               |
| 20:45            | 41', 73' Prtajin   | (1:2) | 7' Forsberg · 18', 70' Šeško | Brita-Arena, Wiesbaden Widzów: 12 000 Sędzia: Robert Hartmann |

### II runda
Mecze II rundy zostały rozegrane 31 października i 1 listopada 2023 roku.
| 31 października 2023 | FC 08 Homburg           | 2:1   | SpVgg Greuther Fürth |                                                          |
| 18:00                | 31' Eisele · 83' Harres | (1:0) | 52' Hrgota           | Waldstadion Homburg Widzów: 5230 Sędzia: Florian Lechner |

| 31 października 2023 | FC St. Pauli                | 2:1 (pd.) | FC Schalke 04 |                                                                    |
| 18:00                | 57' Hartel · 102' Eggestein | (0:1)     | 16' Kamiński  | Millerntor-Stadion, Hamburg Widzów: 28 589 Sędzia: Bastian Dankert |

| 31 października 2023 | VfB Stuttgart | 1:0   | 1. FC Union Berlin |                                                             |
| 18:00                | 45' Undav     | (1:0) |                    | MHPArena, Stuttgart Widzów: 52 000 Sędzia: Sascha Stegemann |

| 31 października 2023 | VfL Wolfsburg | 1:0   | RB Lipsk    |                                                                       |
| 18:00                | 14' Černý     | (1:0) | 56' Poulsen | Volkswagen Arena, Wolfsburg Widzów: 16 031 Sędzia: Florian Badstübner |

| 31 października 2023 | Arminia Bielefeld                        | 1:1 k. 3:4    | HSV                                        |                                                             |
| 20:45                | 11' Shipnoski                            | (1:0, k. 3:4) | 77' Jatta                                  | SchücoArena, Bielefeld Widzów: 26 561 Sędzia: Robert Kampka |
| 20:45                | · Klos · Gohlke · Mizuta · Großer · Wörl | Rzuty karne   | · Bénes · Muheim · Glatzel · Krahn · Heyer | SchücoArena, Bielefeld Widzów: 26 561 Sędzia: Robert Kampka |

| 31 października 2023 | SpVgg Unterhaching                | 3:6 (pd.) | Fortuna Düsseldorf                                                       |                                                                |
| 20:45                | 34', 55' Hobsch · 71' Skarlatidis | (1:0)     | 65' Klaus · 66', 78', 107' Jóhannesson · 115' Dzolis · 117' Jastrzembski | Sportpark Unterhaching Widzów: 10 000 Sędzia: Alexander Sather |

| 31 października 2023 | Borussia Mönchengladbach     | 3:1   | 1. FC Heidenheim |                                                                   |
| 20:45                | 3', 9' Siebatcheu · 44' Hack | (3:0) | 78' Beck         | Borussia-Park, Mönchengladbach Widzów: 41 660 Sędzia: Timo Gerach |

| 31 października 2023 | 1. FC Kaiserslautern                  | 3:2   | 1. FC Köln                                       |                                                                            |
| 20:45                | 19' Tachie · 47' Redondo · 65' Ritter | (1:0) | 71' Thielmann · 81' Uth · 79' Martel · 84' Kainz | Fritz-Walter-Stadion, Kaiserslautern Widzów: 49 327 Sędzia: Sven Jablonski |

| 1 listopada 2023 | SV Sandhausen              | 2:5   | Bayer 04 Leverkusen                                   |                                                                    |
| 18:00            | 50' Ehlich · 57' Ben Balla | (0:1) | 21' Palacios · 54' Tah · 85' Hložek · 88', 90+2' Adli | Hardtwaldstadion, Sandhausen Widzów: 10 222 Sędzia: Richard Hempel |

| 1 listopada 2023 | Holstein Kiel                                          | 3:3 k. 3:4    | 1. FC Magdeburg                               |                                                            |
| 18:00            | 61' (sam.) Heber · 68' (sam.) Piccini · 120+2' Pichler | (0:2, k. 3:4) | 3' Bockhorn · 11' Krempicki · 93' Amaechi     | Holstein-Stadion, Kilonia Widzów: 11 112 Sędzia: Tom Bauer |
| 18:00            | · Machino · Simakala · Kleine-Bekel · Rothe · Holtby   | Rzuty karne   | · Conde · Amaechi · Bockhorn · Gnaka · Arslan | Holstein-Stadion, Kilonia Widzów: 11 112 Sędzia: Tom Bauer |

| 1 listopada 2023 | SC Freiburg   | 1:3   | SC Paderborn 07               |                                                                                    |
| 18:00            | 69' Eggestein | (0:2) | 4', 56' Bilbija · 56' Muslija | Europa-Park Stadion, Fryburg Bryzgowijski Widzów: 31 500 Sędzia: Christian Dingert |

| 1 listopada 2023 | Borussia Dortmund | 1:0   | TSG 1899 Hoffenheim |                                                                |
| 18:00            | 43' Reus          | (1:0) | 90+4' Kabak         | Signal Iduna Park, Dortmund Widzów: 81 365 Sędzia: Harm Osmers |

| 1 listopada 2023 | FC Viktoria Köln | 0:2   | Eintracht Frankfurt     |                                                             |
| 20:45            |                  | (0:1) | 14' Skhiri · 90' Knauff | Sportpark Höhenberg, Kolonia Widzów: 8343 Sędzia: Max Burda |

| 1 listopada 2023 | 1. FC Saarbrücken             | 2:1   | Bayern Monachium |                                                                         |
| 20:45            | 45+1' Sontheimer · 90+6' Gaus | (1:1) | 16' Müller       | Ludwigsparkstadion, Saarbrücken Widzów: 16 003 Sędzia: Frank Willenborg |

| 1 listopada 2023 | 1. FC Nürnberg                     | 3:2 (pd.) | Hansa Rostock              |                                                                     |
| 20:45            | 63' Okunuki · 90+5', 99' Lohkemper | (0:0)     | 58' Brumado · 74' Kinsombi | Max-Morlock-Stadion, Norymberga Widzów: 28 489 Sędzia: Arne Aarnink |

| 1 listopada 2023 | Hertha BSC                       | 3:0   | 1. FSV Mainz 05 |                                                                          |
| 20:45            | 45+3' Reese · 50', 61' Tabaković | (1:0) |                 | Stadion Olimpijski w Berlinie Widzów: 29 621 Sędzia: Matthias Jöllenbeck |

### III runda
Mecze III rundy zostały rozegrane 5 i 6 grudnia 2023 roku.
| 5 grudnia 2023 | 1. FC Kaiserslautern  | 2:0   | 1. FC Nürnberg |                                                                             |
| 18:00          | 75' Tachie · 78' Ache | (0:0) |                | Fritz-Walter-Stadion, Kaiserslautern Widzów: 48 349 Sędzia: Patrick Ittrich |

| 5 grudnia 2023 | 1. FC Magdeburg | 1:2   | Fortuna Düsseldorf |                                                              |
| 18:00          | 15' Atik        | (1:0) | 87', 90+2' Niemiec | MDCC-Arena, Magdeburg Widzów: 20 090 Sędzia: Robert Hartmann |

| 5 grudnia 2023 | Borussia Mönchengladbach | 1:0 (pd.) | VfL Wolfsburg |                                                                       |
| 20:45          | 120' Koné                | (0:0)     |               | Borussia-Park, Mönchengladbach Widzów: 39 827 Sędzia: Bastian Dankert |

| 5 grudnia 2023 | FC 08 Homburg | 1:4   | FC St. Pauli                                     |                                                            |
| 20:45          | 28' Mendler   | (1:1) | 24' Wahl · 64' Saad · 69' Hartel · 73' Eggestein | Waldstadion Homburg Widzów: 12 232 Sędzia: Martin Petersen |

| 6 grudnia 2023 | 1. FC Saarbrücken        | 2:0   | Eintracht Frankfurt |                                                                       |
| 18:00          | 64' Brünker · 78' Kerber | (0:0) | 82' Futkeu          | Ludwigsparkstadion, Saarbrücken Widzów: 15 905 Sędzia: Daniel Siebert |

| 6 grudnia 2023 | Bayer 04 Leverkusen                      | 3:1   | SC Paderborn 07 |                                                            |
| 18:00          | 12' Boniface · 28' Palacios · 87' Schick | (2:0) | 83' Klaas       | BayArena, Leverkusen Widzów: 29 249 Sędzia: Tobias Stieler |

| 6 grudnia 2023 | VfB Stuttgart                     | 2:0   | Borussia Dortmund |                                                           |
| 20:45          | 55' Guirassy · 77' Katompa Mvumpa | (0:0) |                   | MHPArena, Stuttgart Widzów: 54 500 Sędzia: Benjamin Brand |

| 6 grudnia 2023 | Hertha BSC                                         | 3:3 k. 5:3    | HSV                                         |                                                                       |
| 20:45          | 21', 90' Reese · 120' Kenny                        | (1:2, k. 5:3) | 31' Pherai · 43' Bénes · 102' Königsdörffer | Stadion Olimpijski w Berlinie Widzów: 58 946 Sędzia: Sascha Stegemann |
| 20:45          | · Prevljak · Klemens · El-Jindaoui · Kenny · Reese | Rzuty karne   | · Bénes · Muheim · Glatzel · Königsdörffer  | Stadion Olimpijski w Berlinie Widzów: 58 946 Sędzia: Sascha Stegemann |

### 1/4 finału
Mecze ćwierćfinałowe miały zostać pierwotnie rozegrane 30 i 31 stycznia oraz 6 i 7 lutego 2024 roku. Ostatecznie jednak mecz z 7 lutego przełożono na 12 marca.
| 30 stycznia 2024 | FC St. Pauli                                  | 2:2 k. 3:4    | Fortuna Düsseldorf                                   |                                                                     |
| 20:45            | 60' Hartel · 120+1' Boukhalfa · 120' Hürzeler | (0:1, k. 3:4) | 38' Vermeij · 99' Tanaka                             | Millerntor-Stadion, Hamburg Widzów: 29 564 Sędzia: Sascha Stegemann |
| 20:45            | · Smith · Saad · Sinani · Maurides · Hartel   | Rzuty karne   | · Hoffmann · Daferner · Engelhardt · Tanaka · Tzolis | Millerntor-Stadion, Hamburg Widzów: 29 564 Sędzia: Sascha Stegemann |

| 31 stycznia 2024 | Hertha BSC  | 1:3   | 1. FC Kaiserslautern               |                                                                          |
| 20:45            | 90+1' Reese | (0:2) | 5' Elvedi · 38' Tachie · 69' Kaloč | Stadion Olimpijski w Berlinie Widzów: 74 245 Sędzia: Matthias Jöllenbeck |

| 6 lutego 2024 | Bayer 04 Leverkusen              | 3:2   | VfB Stuttgart           |                                                             |
| 20:45         | 50' Andrich · 66' Adli · 90' Tah | (0:1) | 11' Anton · 58' Führich | BayArena, Leverkusen Widzów: 30 210 Sędzia: Daniel Schlager |

| 12 marca 2024 | 1. FC Saarbrücken         | 2:1   | Borussia Mönchengladbach |                                                                        |
| 20:30         | 11' Naifi · 90+3' Brünker | (1:1) | 8' Hack                  | Ludwigsparkstadion, Saarbrücken Widzów: 15 903 Sędzia: Robert Hartmann |

### 1/2 finału
Mecze półfinałowe zostały rozegrane 2 i 3 kwietnia 2024 roku.
| 2 kwietnia 2024 | 1. FC Saarbrücken | 0:2   | 1. FC Kaiserslautern   |                                                                    |
| 20:45           |                   | (0:0) | 53' Ritter · 75' Touré | Ludwigsparkstadion, Saarbrücken Widzów: 15 903 Sędzia: Marco Fritz |

| 3 kwietnia 2024 | Bayer 04 Leverkusen                     | 4:0   | Fortuna Düsseldorf |                                                               |
| 20:45           | 7' Frimpong · 20' Adli · 36', 60' Wirtz | (3:0) |                    | BayArena, Leverkusen Widzów: 30 210 Sędzia: Christian Dingert |

### Finał
Mecz finałowy został rozegrany pomiędzy RB Lipskiem i Eintrachtem Frankfurt 25 maja 2024 roku na Stadionie Olimpijskim w Berlinie.
| 25 maja 2024 | 1. FC Kaiserslautern | 0:1   | Bayer 04 Leverkusen       |                                                                      |
| 20:00        |                      | (0:1) | 16' Xhaka · 44' Kossounou | Stadion Olimpijski w Berlinie Widzów: 74 322 Sędzia: Bastian Dankert |

| Puchar Niemiec w piłce nożnej 2023/2024 zwycięzcy |
| ------------------------------------------------- |
| Bayer 04 Leverkusen 2. tytuł                      |